# George O’Day
George Dyer O’Day (ur. 19 maja 1923 w Brookline, zm. 26 lipca 1987 w Dover) – amerykański żeglarz sportowy i projektant jachtów, złoty medalista igrzysk olimpijskich w 1960 w Rzymie.

## Kariera sportowa
Zwyciężył w klasie 5,5 m na igrzyskach panamerykańskich w 1959 w Chicago. Zdobył złoty medal w tej klasie na igrzyskach olimpijskich w 1960 w Rzymie. Był wówczas sternikiem jachtu Minotaur, a członkami załogi byli James Hunt i David Smith.

## Regaty o Puchar Ameryki
O’Day dwukrotnie brał udział w regatach o Puchar Ameryki w 1962 (na jachcie Weatherly) i 1967 (na jachcie Interpid) jako asystent sternika. Jachty amerykańskie wygrały oba razy regaty.

## Projektant i producent jachtów
W 1958 założył firmę O’Day Corp. produkującą popularne klasy jachtów. Był współprojektantem typu Day Sailer, który był bardzo popularny i produkowany w znacznej liczbie (ok. 12 000 sztuk).